# ASC De Volewijckers in het seizoen 1961/62
Het seizoen 1961/1962 was het achtste jaar in het bestaan van de Amsterdamse betaaldvoetbalclub De Volewijckers. De club kwam uit in de Eredivisie en eindigde daarin op de 11e plaats. Tevens deed de club mee aan het toernooi om de KNVB beker, hierin werd de club in de derde ronde uitgeschakeld door DHC (1–3).

## Wedstrijdstatistieken

### Eredivisie
|       | ADO   | Ajax  | Blauw-Wit | DOS   | DWS/A | Sportclub Enschede | Feijenoord | Fortuna '54 | GVAV  | MVV   | NAC   | PSV   | Rapid JC | Sparta | Volendam | VVV   | Willem II |
| ----- | ----- | ----- | --------- | ----- | ----- | ------------------ | ---------- | ----------- | ----- | ----- | ----- | ----- | -------- | ------ | -------- | ----- | --------- |
| Thuis | 2 – 7 | 3 – 1 | 3 – 3     | 3 – 0 | 3 – 5 | 3 – 1              | 3 – 0      | 2 – 4       | 1 – 1 | 2 – 0 | 0 – 3 | 3 – 6 | 3 – 0    | 3 – 2  | 2 – 1    | 1 – 0 | 2 – 1     |
| Uit   | 2 – 1 | 2 – 1 | 5 – 1     | 4 – 1 | 2 – 2 | 5 – 3              | 6 – 0      | 5 – 2       | 2 – 2 | 2 – 1 | 1 – 2 | 4 – 2 | 4 – 1    | 2 – 2  | 1 – 2    | 1 – 1 | 4 – 5     |

### KNVB beker
| 3e ronde                                | De Volewijckers | 1 – 3 (0 – 2) | DHC                               |
| 28 april 1962 Plaats: Amsterdam Mosveld | Piet Boogaard   |               | –', –' Chiel Jansen Cor van Galen |

## Statistieken De Volewijckers 1961/1962

### Eindstand De Volewijckers in de Nederlandse Eredivisie 1961 / 1962
| Stand | Gespeeld | Gewonnen | Gelijk | Verloren | Punten | Doelpunten voor | Doelpunten tegen |
| ----- | -------- | -------- | ------ | -------- | ------ | --------------- | ---------------- |
| 11e   | 34       | 13       | 6      | 15       | 32     | 68              | 87               |

### Topscorers
| #                    | Naam               | Goal |
| -------------------- | ------------------ | ---- |
| 1.                   | Wout Schaft        | 19   |
| 2.                   | Piet Boogaard      | 13   |
| 3.                   | Frits Kick         | 9    |
| 3.                   | Otto Polak         | 9    |
| 5.                   | Hassie van Wijk    | 5    |
| 6.                   | Richard Agsteribbe | 4    |
| 7.                   | Frits Soetekouw    | 3    |
| 8.                   | Henk Looijen       | 2    |
| 8.                   | Hans Petersen      | 2    |
| Onbekende doelpunten |                    |      |
| –                    | Onbekend           | 2    |
| Totaal               | Totaal             | 66   |

| #      | Naam          | Goal |
| ------ | ------------- | ---- |
| 1.     | Piet Boogaard | 1    |
| Totaal | Totaal        | 1    |

## Voetnoten
ADO ·
Ajax ·
Blauw-Wit ·
DOS ·
DWS/A ·
Sportclub Enschede ·
Feijenoord ·
Fortuna '54 ·
GVAV ·
MVV ·
NAC ·
PSV ·
Rapid JC ·
Sparta ·
Volendam ·
De Volewijckers ·
VVV ·
Willem II